# Trofej Pichichi
Trofej Pichichi je nagrada koju španjolski sportski list Marca dodjeljuje najboljem strijelcu španjolskog nogometnog prvenstva, La Lige. Nagrada je nazvana po igraču Athletic Bilbaoa, Rafaelu Morenu "Pichichiju".

## Pobjednici
| Sezona    | Igrač                | Država                     | Klub                | Golova |
| --------- | -------------------- | -------------------------- | ------------------- | ------ |
| 1928./29. | Paco Bienzobas       | Španjolska                 | Real Sociedad       | 14     |
| 1929./30. | Guillermo Gorostiza  | Španjolska                 | Athletic Bilbao     | 19     |
| 1930./31. | Bata                 | Španjolska                 | Athletic Bilbao     | 27     |
| 1931./32. | Guillermo Gorostiza  | Druga Španjolska Republika | Athletic Bilbao     | 12     |
| 1932./33. | Manuel Olivares      | Druga Španjolska Republika | Madrid CF           | 16     |
| 1933./34. | Isidro Lángara       | Druga Španjolska Republika | Oviedo CF           | 27     |
| 1934./35. | Isidro Lángara       | Druga Španjolska Republika | Oviedo CF           | 26     |
| 1935./36. | Isidro Lángara       | Druga Španjolska Republika | Oviedo CF           | 27     |
| 1939./40. | Víctor Unamuno       | Francova Španjolska        | Athletic Bilbao     | 26     |
| 1940./41. | Pruden               | Francova Španjolska        | Atlético Aviación   | 30     |
| 1941./42. | Mundo                | Francova Španjolska        | Valencia            | 27     |
| 1942./43. | Mariano Martín       | Francova Španjolska        | Barcelona           | 32     |
| 1943./44. | Mundo                | Francova Španjolska        | Valencia            | 27     |
| 1944./45. | Telmo Zarra          | Francova Španjolska        | Atlético Bilbao     | 19     |
| 1945./46. | Telmo Zarra          | Francova Španjolska        | Atlético Bilbao     | 24     |
| 1946./47. | Telmo Zarra          | Francova Španjolska        | Atlético Bilbao     | 34     |
| 1947./48. | Pahiño               | Francova Španjolska        | Celta de Vigo       | 23     |
| 1948./49. | César                | Francova Španjolska        | Barcelona           | 28     |
| 1949./50. | Telmo Zarra          | Francova Španjolska        | Atlético Bilbao     | 25     |
| 1950./51. | Telmo Zarra          | Francova Španjolska        | Atlético Bilbao     | 38     |
| 1951./52. | Pahiño               | Francova Španjolska        | Real Madrid         | 28     |
| 1952./53. | Telmo Zarra          | Francova Španjolska        | Atlético Bilbao     | 24     |
| 1953./54. | Alfredo di Stéfano   | Argentina                  | Real Madrid         | 27     |
| 1954./55. | Juan Arza            | Francova Španjolska        | Sevilla             | 28     |
| 1955./56. | Alfredo di Stéfano   | Argentina                  | Real Madrid         | 24     |
| 1956./57. | Alfredo di Stéfano   | Argentina                  | Real Madrid         | 31     |
| 1957./58. | Manuel Badenes       | Francova Španjolska        | Real Valladolid     | 19     |
| 1957./58. | Alfredo di Stéfano   | Argentina                  | Real Madrid         | 19     |
| 1957./58. | Ricardo              | Francova Španjolska        | Valencia            | 19     |
| 1958./59. | Alfredo di Stéfano   | Argentina                  | Real Madrid         | 23     |
| 1959./60. | Ferenc Puskás        | Mađarska                   | Real Madrid         | 26     |
| 1960./61. | Ferenc Puskás        | Mađarska                   | Real Madrid         | 27     |
| 1961./62. | Juan Seminario       | Peru                       | Real Zaragoza       | 25     |
| 1962./63. | Ferenc Puskás        | Mađarska                   | Real Madrid         | 26     |
| 1963./64. | Ferenc Puskás        | Mađarska                   | Real Madrid         | 20     |
| 1964./65. | Cayetano Ré          | Paragvaj                   | Barcelona           | 25     |
| 1965./66. | Vavá                 | Francova Španjolska        | Elche               | 19     |
| 1966./67. | Waldo                | Brazil                     | Valencia            | 24     |
| 1967./68. | Fidel Uriarte        | Francova Španjolska        | Atlético Bilbao     | 22     |
| 1968./69. | Amancio              | Francova Španjolska        | Real Madrid         | 14     |
| 1968./69. | José Eulogio Gárate  | Francova Španjolska        | Atlético Madrid     | 14     |
| 1969./70. | Amancio              | Francova Španjolska        | Real Madrid         | 16     |
| 1969./70. | Luis Aragonés        | Francova Španjolska        | Atlético Madrid     | 16     |
| 1969./70. | José Eulogio Gárate  | Francova Španjolska        | Atlético Madrid     | 16     |
| 1970./71. | José Eulogio Gárate  | Francova Španjolska        | Atlético Madrid     | 17     |
| 1970./71. | Carles Rexach        | Francova Španjolska        | Barcelona           | 17     |
| 1971./72. | Enrique Porta        | Francova Španjolska        | Granada             | 20     |
| 1972./73. | Marianín             | Francova Španjolska        | Real Oviedo         | 19     |
| 1973./74. | Quini                | Francova Španjolska        | Real Gijón          | 20     |
| 1974./75. | Carlos               | Francova Španjolska        | Atlético Bilbao     | 19     |
| 1975./76. | Quini                | Francova Španjolska        | Sporting de Gijón   | 18     |
| 1976./77. | Mario Kempes         | Argentina                  | Valencia            | 24     |
| 1977./78. | Mario Kempes         | Argentina                  | Valencia            | 28     |
| 1978./79. | Hans Krankl          | Austrija                   | Barcelona           | 29     |
| 1979./80. | Quini                | Španjolska                 | Sporting de Gijón   | 24     |
| 1980./81. | Quini                | Španjolska                 | Barcelona           | 20     |
| 1981./82. | Quini                | Španjolska                 | Barcelona           | 26     |
| 1982./83. | Poli Rincón          | Španjolska                 | Real Betis          | 20     |
| 1983./84. | Jorge da Silva       | Urugvaj                    | Real Valladolid     | 17     |
| 1983./84. | Juanito              | Španjolska                 | Real Madrid         | 17     |
| 1984./85. | Hugo Sánchez         | Meksiko                    | Atlético Madrid     | 19     |
| 1985./86. | Hugo Sánchez         | Meksiko                    | Real Madrid         | 22     |
| 1986./87. | Hugo Sánchez         | Meksiko                    | Real Madrid         | 34     |
| 1987./88. | Hugo Sánchez         | Meksiko                    | Real Madrid         | 29     |
| 1988./89. | Baltazar             | Brazil                     | Atlético Madrid     | 35     |
| 1989./90. | Hugo Sánchez         | Meksiko                    | Real Madrid         | 38     |
| 1990./91. | Emilio Butragueño    | Španjolska                 | Real Madrid         | 19     |
| 1991./92. | Manolo               | Španjolska                 | Atlético Madrid     | 27     |
| 1992./93. | Bebeto               | Brazil                     | Deportivo La Coruña | 29     |
| 1993./94. | Romário              | Brazil                     | Barcelona           | 30     |
| 1994./95. | Iván Zamorano        | Čile                       | Real Madrid         | 28     |
| 1995./96. | Juan Antonio Pizzi   | Španjolska                 | Tenerife            | 31     |
| 1996./97. | Ronaldo              | Brazil                     | Barcelona           | 34     |
| 1997./98. | Christian Vieri      | Italija                    | Atlético Madrid     | 24     |
| 1998./99. | Raúl                 | Španjolska                 | Real Madrid         | 25     |
| 1999./00. | Salva Ballesta       | Španjolska                 | Racing de Santander | 27     |
| 2000./01. | Raúl                 | Španjolska                 | Real Madrid         | 24     |
| 2001./02. | Diego Tristán        | Španjolska                 | Deportivo La Coruña | 21     |
| 2002./03. | Roy Makaay           | Nizozemska                 | Deportivo La Coruña | 29     |
| 2003./04. | Ronaldo              | Brazil                     | Real Madrid         | 24     |
| 2004./05. | Diego Forlán         | Urugvaj                    | Villarreal          | 25     |
| 2005./06. | Samuel Eto'o         | Kamerun                    | Barcelona           | 26     |
| 2006./07. | Ruud van Nistelrooij | Nizozemska                 | Real Madrid         | 25     |
| 2007./08. | Dani Güiza           | Španjolska                 | Mallorca            | 27     |
| 2008./09. | Diego Forlán         | Urugvaj                    | Atlético Madrid     | 32     |
| 2009./10. | Lionel Messi         | Argentina                  | Barcelona           | 34     |
| 2010./11. | Cristiano Ronaldo    | Portugal                   | Real Madrid         | 40     |
| 2011./12. | Lionel Messi         | Argentina                  | Barcelona           | 50     |
| 2012./13. | Lionel Messi         | Argentina                  | Barcelona           | 46     |
| 2013./14. | Cristiano Ronaldo    | Portugal                   | Real Madrid         | 31     |
| 2014./15. | Cristiano Ronaldo    | Portugal                   | Real Madrid         | 48     |
| 2015./16. | Luis Suárez          | Urugvaj                    | Barcelona           | 40     |
| 2016./17. | Lionel Messi         | Argentina                  | Barcelona           | 37     |
| 2017./18. | Lionel Messi         | Argentina                  | Barcelona           | 34     |

#### Igrači s najviše naslova
| Igrač               | Država     | Naslova | Sezone                                                           |
| ------------------- | ---------- | ------- | ---------------------------------------------------------------- |
| Telmo Zarra         | Španjolska | 6       | 1944./45., 1945./46., 1946./47., 1949./50., 1950./51., 1952./53. |
| Alfredo di Stéfano  | Argentina  | 5       | 1953./54., 1955./56., 1956./57., 1957./58., 1958./59.            |
| Lionel Messi        | Argentina  | 5       | 2009./10., 2011./12., 2012./13., 2016/17., 2017/18.              |
| Hugo Sánchez        | Meksiko    | 5       | 1984./85., 1985./86., 1986./87., 1987./88., 1989./90.            |
| Quini               | Španjolska | 5       | 1973./74., 1975./76., 1979./80., 1980./81., 1981./82.            |
| Ferenc Puskás       | Mađarska   | 4       | 1959./60., 1960./61., 1962./63., 1963./64.                       |
| Isidro Lángara      | Španjolska | 3       | 1933./34., 1934./35., 1935./36.                                  |
| José Eulogio Gárate | Španjolska | 3       | 1968./69., 1969./70., 1970./71.                                  |
| Guillermo Gorostiza | Španjolska | 2       | 1929./30., 1931./32.                                             |
| Mundo               | Španjolska | 2       | 1941./42., 1943./44.                                             |
| Pahiño              | Španjolska | 2       | 1947./48., 1951./52.                                             |
| Amancio Amaro       | Španjolska | 2       | 1968./69., 1969./70.                                             |
| Raúl                | Španjolska | 2       | 1998./99., 2000./01.                                             |
| Ronaldo             | Brazil     | 2       | 1996./97., 2003./04.                                             |
| Mario Kempes        | Argentina  | 2       | 1976./77., 1977./78.                                             |
| Diego Forlán        | Urugvaj    | 2       | 2004./05., 2008./09.                                             |

#### Momčadi s najviše naslova
|     | Momčad              | Naslova | Sezone |
| --- | ------------------- | ------- | --- |
| 1.  | Real Madrid         | 27      | 1932./33., 1951./52., 1953./54., 1955./56., 1956./57., 1957./58., 1958./59., 1959./60., 1960./61., 1962./63., 1963./64., 1968./69., 1969./70., 1983./84., 1985./86., 1986./87., 1987./88., 1989./90., 1990./91., 1994./95., 1998./99., 2000./01., 2003./04., 2006./07., 2010./11., 2013./14., 2014/15. |
| 2.  | Barcelona           | 16      | 1942./43., 1948./49., 1964./65., 1970./71., 1978./79., 1980./81., 1981./82., 1993./94., 1996./97., 2005./06., 2009./10., 2011./12., 2012./13., 2015./16., 2016/17., 2017/18. |
| 3.  | Athletic Bilbao     | 12      | 1929./30., 1930./31., 1931./32., 1939./40., 1944./45., 1945./46., 1946./47., 1949./50., 1950./51., 1952./53., 1967./68., 1974./75. |
| 4   | Atlético Madrid     | 9       | 1940./41., 1968./69., 1969./70.**, 1970./71., 1984./85., 1988./89., 1991./92., 1997./98., 2008./09. |
| 5.  | Valencia            | 6       | 1941./42., 1943./44., 1957./58., 1966./67., 1976./77., 1977./78. |
| 6.  | Real Oviedo         | 4       | 1933./34., 1934./35., 1935./36., 1972./73. |
| 7.  | Sporting de Gijón   | 3       | 1973./74., 1975./76., 1979./80. |
| 8.  | Deportivo La Coruña | 3       | 1992./93., 2001./02., 2002./03. |
| 9.  | Real Valladolid     | 2       | 1957./58., 1983./84. |
| 10. | Real Sociedad       | 1       | 1928./29. |
| 11. | Celta de Vigo       | 1       | 1947./48. |
| 12. | Sevilla             | 1       | 1954./55. |
| 13. | Real Zaragoza       | 1       | 1961./62. |
| 14. | Elche               | 1       | 1965./66. |
| 15. | Granada             | 1       | 1971./72. |
| 16. | Real Betis          | 1       | 1982./83. |
| 17. | Tenerife            | 1       | 1995./96. |
| 18. | Racing de Santander | 1       | 1999./00. |
| 19. | Villarreal          | 1       | 2004./05. |
| 20. | Mallorca            | 1       | 2007./08. |

- Podebljane godine označavaju da je igrač podijelio trofej
- ** Dva igrača u istoj godini.

#### Po državi
| Država     | Naslova |
| ---------- | ------- |
| Španjolska | 52      |
| Argentina  | 12      |
| Meksiko    | 5       |
| Brazil     | 5       |
| Mađarska   | 4       |
| Urugvaj    | 4       |
| Nizozemska | 2       |
| Peru       | 1       |
| Paragvaj   | 1       |
| Austrija   | 1       |
| Čile       | 1       |
| Italija    | 1       |
| Kamerun    | 1       |

#### Igrači s najviše golova u sezoni
| Igrač             | Država     | Broj golova | Godina    |
| ----------------- | ---------- | ----------- | --------- |
| Lionel Messi      | Argentina  | 50          | 2011./12. |
| Luis Suárez       |            | 40          | 2015./16. |
| Cristiano Ronaldo | Portugal   | 40          | 2010./11. |
| Telmo Zarra       | Španjolska | 38          | 1950./51. |
| Hugo Sánchez      | Meksiko    | 38          | 1989./90. |

## Vanjske poveznice
- marca.com